# XXX (album Negrita)
XXX è il terzo album in studio del gruppo musicale italiano Negrita, pubblicato nel febbraio 1997 dalla Black Out.

## Descrizione
Pre-prodotto presso una casa colonica in provincia di Arezzo, l'album è stato registrato nell'agosto 1996 presso il Kingsway studio di Daniel Lanois a New Orleans (Louisiana, USA) da Fabrizio Simoncioni e Carlo U. Rossi. Registrato in presa diretta, le sonorità accentuano una direzione ad un sound più americano che si accosta a testi molto più espliciti, ironici e solari. Lasciami dormire è cantata da Drigo. L'unico singolo estratto è stato In un mare di noia, promosso da un video musicale, ma sono stati realizzati videoclip anche per i brani Sex, A modo mio e Ho imparato a sognare, tutti inseriti nella videocassetta XXX, con contenuti speciali, come il videoclip mai pubblicato di Per quello che dai.
Il 12 maggio 2017 viene pubblicata un'edizione speciale per il ventennale della pubblicazione dell'album.

## Tracce
1. Bong – 0:41
2. ...E intanto il tempo passa – 4:44
3. In un mare di noia – 4:00
4. Sex – 3:24
5. Per quello che dai – 3:13
6. 544 Esplanade – 1:28
7. Ma come fanno – 4:11
8. I miei limiti – 2:52
9. XXX – 3:19
10. Ho imparato a sognare – 4:15
11. Era magico – 3:31
12. A modo mio – 3:51
13. Io Pocahontas me la farei – 2:34
14. Lasciami dormire – 5:01

## Formazione
Gruppo
- Paolo Bruni – voce, armonica
- Enrico Salvi – chitarra, voce
- Cesare Petricich – chitarra
- Franco Li Causi – basso
- Roberto Zamagni – batteria

Altri musicisti
- Fabrizio Simoncioni – tastiera e cori
- Fabrizio Barbacci – chitarra acustica